# Religion i Israel
Israel er det eneste land i verden hvor jødedommen er størsteparten af indbyggernes religion. Israel blev etableret som et hjemland for det jødiske folk og er ofte refereret til som den jødiske stat. Landets tilbagevendingslov giver alle jøder og de af jødisk slægt retten til at få israelsk statsborgerskab. Ifølge Israels statistiske centralbureau, viste folketallet i 2005 76,1 % jøder, 16,2 % muslimer, 2,1 % kristne, og 1,6 % drusere, med de resterende 3,9 % ikke klassificeret efter en religion Omtrent 68 % af de israelske jøder er født i Israel, 22 % er immigranter fra Europa og Amerika og ti procent er immigranter fra Asien og Afrika (inkluderet Den arabiske verden).
Den religiøse tilknytning mellem israelske jøder varierer kraftigt. I 2006 definerede 10 % af israelske jøder sig selv som harediske; en lige stor gruppe definerede sig som "religiøse"; 14 % som "religiøse-traditionalister"; 22 % som "ikke-religiøse-traditionalister" (ikke bogstavtro tolkning af jødisk lov eller halakha); og 44 % som "sekulære". "Af alle israelske jøder tror 65 % på Gud og 85 % deltager i et Sedermåltid. Andre kilder indikerer at mellem 15 % og 37 % af israelerne identificerer sig selv som enten agnostikere eller ateister. 20 % anser sig selv som "sekulære jøder". Majoriteten af israelske jøder, 55 %, siger de er "traditionelle". De genværende 17 procenter definerer sig selv som ortodokse jøder.
Muslimer udgør 16,2 % af befolkningen, og er dermed Israels største religiøse minoritet. Israelske arabere, som udgør 19,8 % af befolkningen, bidrager betydeligt til denne andel siden over fire femtedele (82,6 %) af dem er muslimer. Af de genværende israelske arabere er 8,8 % kristne og 8,4 % drusere.
Den armenske kirke har haft et patriarkat i Jerusalem siden 1400-tallet. Patriarkatet har spillet en betydelig politisk, kulturel og kirkelig rolle i den armenske kirke.
Medlemmer af andre religiøse grupper, som buddhister og hinduister, er også repræsenteret i Israel, dog i små grupper.
Byen Jerusalem har en speciel plads i hjerterne til jøder, muslimer og kristne, og har mange vigtige religiøse steder såsom Grædemuren, Tempelbjerget, Al-Aqsa-moskéen og Den hellige gravs kirke. Der ligger flere vigtige religiøse landemærker på Vestbredden, blandt dem Jesu fødested og Rakels hvilested i Betlehem, og patriarkernes hule i Hebron. Det administrative centrum for Bahai og Bábs gravmæle er lokaliseret i Bahá'ís verdenscenter i Haifa, og troslederen er begravet i Akko. Hvis man ser væk fra vedligeholdspersonalet er der ikke noget Bahai-samfund i Israel, selv om det er en destination for pilgrimmer.